# Euselasia mystica
Euselasia mystica is een vlindersoort uit de familie van de prachtvlinders (Riodinidae), onderfamilie Euselasiinae.
Euselasia mystica werd in 1913 beschreven door Schaus.